# Улица Ленькя
Улица Ле́нькя (латыш. Leņķa iela — в переводе «Угловая») — улица в Видземском предместье города Риги, в историческом районе Тейка. Начинается от улицы Айзкрауклес, проходит в северо-западном направлении, затем поворачивает на 90°, меняя направление на северо-восточное, и заканчивается перекрёстком с улицей Дзербенес. С другими улицами не пересекается.
Общая длина улицы составляет 177 метров, покрытие гравийное. Разрешено движение в обоих направлениях. Общественный транспорт по улице не курсирует.

## История
Улица Ленькя проложена в середине 1930-х годов под своим нынешним названием, происходящим от формы улицы. Переименований улицы не было.
Застроена малоэтажными частными домами.